# Boxheimer Dokumente

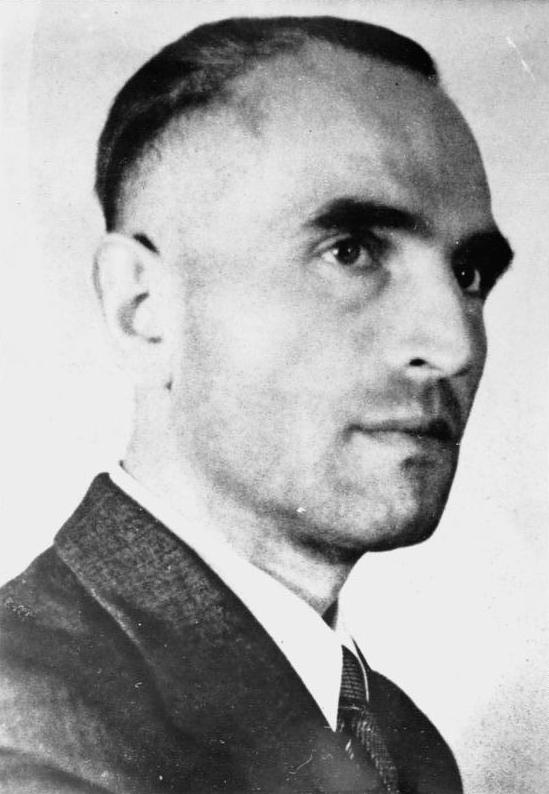
Werner Best (1942)

Bei den Boxheimer Dokumenten – in der Literatur gelegentlich auch Boxheimer Dokument genannt – handelte es sich um Pläne für eine gewaltsame Machtübernahme durch Mitglieder der NSDAP. Sie wurden am 5. August 1931 vom damals 28-jährigen Gerichtsassessor und NSDAP-Funktionär Werner Best verfasst. Benannt wurden sie nach dem Boxheimer Hof bei Bürstadt/Lampertheim, in dem führende hessische Nationalsozialisten im Sommer 1931 dazu mehrere Beratungen abhielten. Beteiligt waren neben Best der stellvertretende Gauleiter Wassung, SA-Stabführer Stavinoga, Wirtschaftsreferent Wilhelm Schäfer und der Pächter des Boxheimer Hofes, Richard Wagner. Die Veröffentlichung der Dokumente schlug in der angespannten innen- und landespolitischen Lage des Herbstes 1931 hohe Wellen.

## Ausgangslage

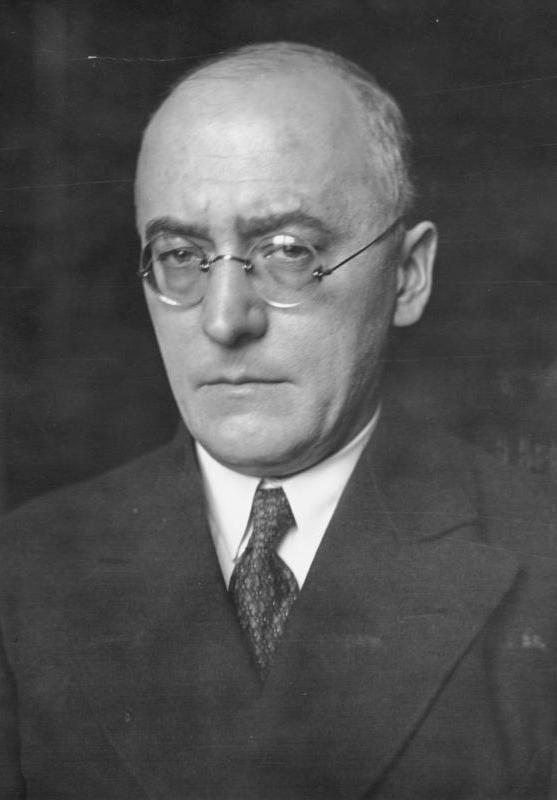
Heinrich Brüning, Reichskanzler 1930–1932

Im Herbst 1931 wurde Deutschland von einer Minderheitsregierung unter Reichskanzler Heinrich Brüning (Deutsche Zentrumspartei) hauptsächlich mit Notverordnungen gemäß Artikel 48 der Weimarer Reichsverfassung regiert. Obwohl diese drakonische Sparmaßnahmen vorsahen und mit ihrer Deflationspolitik die Weltwirtschaftskrise noch verschärften, tolerierte die SPD Brüning und sein Kabinett, indem sie bei den immer selteneren Sitzungen des Reichstags regelmäßig gegen die Aufhebung der Notverordnungen stimmte, die von NSDAP, DNVP oder KPD beantragt wurden. Die Aufhebung einer Notverordnung hätte zur Auflösung des Reichstags nach Artikel 25 der Reichsverfassung geführt, und von den anschließenden Neuwahlen waren neue Stimmengewinne der NSDAP zu befürchten, die bei den Reichstagswahlen vom September 1930 überraschend über 18 % der Stimmen gewonnen hatte.
Außer von der Tolerierung im Reichstag war Brüning vom Wohlwollen des Reichspräsidenten Paul von Hindenburg abhängig, der ihn zunehmend drängte, sich von den Sozialdemokraten zu lösen und sich stärker nach rechts zu orientieren. Zu diesem Zweck hatte der Kanzler am 10. Oktober 1931 sein Kabinett umgebildet und Reichswehrminister Wilhelm Groener zusätzlich mit dem Innenressort sowie Hermann Warmbold, Aufsichtsrat der I.G. Farben, mit dem Wirtschaftsministerium betraut. Schon am nächsten Tag hatten aber Nationalsozialisten, Deutschnationale und die republikfeindliche Veteranenorganisation Stahlhelm mit einer Großdemonstration in Bad Harzburg gezeigt, dass sie sich durch diesen Rechtsschwenk der Regierung nicht von ihrem Oppositionskurs gegen Brüning und Hindenburg abbringen ließen.
Mittelfristig strebte Brüning eine Zusammenarbeit mit der NSDAP an, denn im Frühjahr 1932 stand die Wiederwahl Hindenburgs an, der nicht mit den Stimmen der Sozialdemokraten gewählt werden wollte. Das sollten vielmehr die Nationalsozialisten tun, die Brüning gleichzeitig durch eine zunehmende Einbindung in Koalitionen auf Länderebene zähmen wollte. Der Zähmungsplan stammte von Reichswehrminister Groener und seinem Leiter des Ministeramtes Kurt von Schleicher, die gleichzeitig die SA in eine neu einzurichtende Miliz einbinden wollten, um so die Rüstungsbeschränkungen des Versailler Vertrags zu umgehen.
Voraussetzung für diese Pläne war, dass Hitler an seiner Legalitätstaktik festhielt, auf die er sich Ende September 1930 im so genannten Ulmer Reichswehrprozess unter Eid festgelegt hatte: Demnach würden die Nationalsozialisten auf ihrem Weg zur Macht ausschließlich legale Mittel anwenden.
Eine erste Gelegenheit, die Möglichkeiten einer solchen Zähmung zu sondieren, bot die Situation in Hessen nach den Landtagswahlen vom 15. November 1931. Die regierende Weimarer Koalition unter Staatspräsident Bernhard Adelung (SPD) hatte ihre Mehrheit verloren, die Nationalsozialisten lagen mit 37,1 % der Stimmen noch vor der SPD. Da die Kommunisten mit 14,3 % noch vor dem Zentrum drittstärkste Kraft im Lande geworden waren, gab es keine Möglichkeit, eine parlamentarische Mehrheit nur mit demokratischen Parteien zu bilden. Die hessischen Zentrumspolitiker begannen daher mit Billigung des Reichskanzlers Koalitionsverhandlungen mit den Nationalsozialisten.
Gegen diesen Zähmungskurs wehrten sich die sozialdemokratischen Innenminister Preußens und Hessens, Carl Severing und Wilhelm Leuschner. Sie wollten NSDAP und SA nicht integrieren, sondern mit der ganzen Schärfe des Gesetzes als gewalttätig und hochverräterisch verfolgen und letztlich verbieten lassen. Das Republikschutzgesetz, das hierzu eine geeignete Handhabe geboten hätte, war allerdings 1930 in nur abgeschwächter Form erneuert worden, 1932 ließ die Regierung Brüning es ganz auslaufen. Am 17. November 1931 gerieten Leuschner und Severing bei einer Konferenz der Innenminister hart mit Groener aneinander, der statt über den Straßenterror der SA lieber über die zahlenmäßig überwiegenden Gewalttaten von kommunistischer Seite reden wollte. Die SA erwähnte er lediglich als Opfer der kommunistischen „Mordseuche“ und hatte dabei den braunschweigischen Innenminister Dietrich Klagges (NSDAP) ganz auf seiner Seite. Leuschner und Severing konnten sich mit ihrer Forderung, wenigstens ein allgemeines Uniformverbot per Notverordnung zu erlassen, nicht durchsetzen. Um überhaupt auch gegen die Nationalsozialisten vorgehen zu können, schlug der bayrische Innenminister Karl Stützel außerdem vor, „gegen Personen, welche durch ihr Auftreten die Sicherheit des Reiches gefährden“, die Schutzhaft einzuführen und kommunistische Organisationen wie die Rote Hilfe oder die Revolutionäre Gewerkschafts-Opposition zu verbieten, doch auch er drang nicht durch.
Vielmehr erklärte der Reichsinnenminister am folgenden Tag, es gelte den politischen Radikalismus mit „Mitteln … geistiger und moralischer Art“ zu bekämpfen. Brüning erinnert sich in seinen Memoiren:

„Groener war dabei außerordentlich entgegenkommend gegenüber den Nationalsozialisten, um ganz in meinem Sinne bei den Nazis eine günstige Stimmung für die Präsidentenwahl zu schaffen.“

## Überlieferung und Inhalt
Die Originale der Boxheimer Dokumente sind nicht zugänglich, sie befinden sich seit Ende des Zweiten Weltkriegs in einem Moskauer Sonderarchiv. Best selbst veröffentlichte sie im Mai 1932 mit rechtfertigenden Erläuterungen im Selbstverlag. Die Forschungsliteratur zum Thema stützt sich zumeist auf eine 1953 erschienene Dokumentation in der Wochenzeitung Das Parlament, die die ausführliche Presseberichterstattung des Jahres 1931 und 1932 auswertete.
Die Boxheimer Dokumente bestanden aus Richtlinien für Notverordnungen und dem Entwurf eines Aufrufes, der im Fall einer Machtübernahme erlassen werden sollte. Er trug den Titel:

„Entwurf der ersten Bekanntmachung unserer Führung nach dem Wegfall der seitherigen obersten Staatsbehörden und nach Überwindung der Kommune in einem für einheitliche Verwaltung geeigneten Gebiet.“

Best ging bei seinen Plänen von einem kommunistischen Aufstand aus, der die Reichsregierung stürzen würde. Dieser Aufstand sei mit der Novemberrevolution vergleichbar und würde „einen neuen Rechtszustand“ schaffen. Zur Rettung des Volkes müssten bewaffnete nationalsozialistische Gruppen, die Best vage als „SA, Landwehren o.ä.“ beschrieb, die Macht ergreifen und den Ausnahmezustand erklären. „SA, Landwehren o.ä.“ sollten die unumschränkte Vollzugsgewalt erhalten. Alle politischen Gegner sollten „vorsorglich“ in unverzüglich einzurichtende Konzentrationslager gebracht werden. „Widerstand wird grundsätzlich mit dem Tode bestraft“, das galt auch für die Nichtbefolgung der für die „Machtergreifung“ vorgesehenen und vereinzelt bereits vorbereiteten Notverordnungen. Ebenfalls erschossen würden alle, die ihre Waffen nicht binnen 24 Stunden ablieferten und alle Angehörigen des öffentlichen Dienstes, die sich an Streiks oder Sabotagemaßnahmen beteiligen würden. Zu diesem Zwecke sollten Feldgerichte eingerichtet werden.

„An die Stelle der obersten Staatsbehörden (Ministerien) tritt die Führung der … (SA, Landwehren o.ä.) vertreten durch mich.“

Aus dem weiteren Verlauf des Textes geht nicht hervor, wer genau mit dem „mich“ gemeint war. Darüber hinaus sah der Entwurf umfangreiche Enteignungen vor. Sämtliche Lebensmittelvorräte sollten in Listen erfasst und auf Anforderung abgeliefert werden, „jeder Verkauf und jede tauschweise Veräußerung von Lebensmitteln ist verboten“. Alle Zins- und Mietzahlungen und die in der Wirtschaftskrise sehr häufig gewordenen Zwangsvollstreckungen sollten ausgesetzt werden, ein grundsätzliches staatliches Zugriffsrecht auf sämtliches Privatvermögen sollte eingeführt werden: „Es gibt bis zur anderweitigen Regelung kein Privateinkommen mehr“. Außerdem sollte eine allgemeine Arbeitsdienstpflicht für alle Deutschen eingeführt werden: „Der Anspruch auf Ernährung … ist von der Erfüllung der Dienstpflicht abhängig“. Da Juden vom Arbeitsdienst ausgeschlossen waren, bedeutete dies implizit, dass sie keinerlei Lebensmittel erhalten würden. Bests Formulierungen weisen Parallelen zum ihm bekannten Entwurf einer Notverfassung auf, die Theodor von der Pfordten 1923 entworfen hatte, ein Nationalsozialist, der beim Hitlerputsch von der Polizei erschossen worden war.

## Veröffentlichung
Im August und September 1931 machte Best die hessische Parteibürokratie und die Reichsleitung der NSDAP mit seinen Plänen bekannt, wo sie aber wegen ihrer mangelnden Umsetzbarkeit auf wenig Interesse stießen. Hitlers Stellvertreter Rudolf Heß etwa tat sie als „Dummejungenstreich“ ab.
Wilhelm Schäfer, der an den Beratungen im Boxheimer Hof teilgenommen hatte, hatte sich in der Zwischenzeit von der NSDAP abgewandt. Da er falsche Angaben in seinem Lebenslauf gemacht hatte, war er von Best gedrängt worden, sein Landtagsmandat niederzulegen, seine Wohnung war durch Mitglieder der SA durchsucht worden. Schäfer trat daraufhin aus der Partei aus und übergab die Dokumente am 25. November 1931 dem Frankfurter Polizeipräsidenten Steinberg, angeblich um die zuständigen staatlichen Stellen von den „wirtschaftlich unsinnigen Plänen des Herrn Dr. Best“ in Kenntnis zu setzen.
Schäfers Informationen gaben Innenminister Leuschner Gelegenheit, endlich den staatsfeindlichen Charakter der NS-Bewegung zu belegen. Nach Beratungen mit seinem Mitarbeiter Carlo Mierendorff und seinem preußischen Amtskollegen Severing veranlasste er am Nachmittag des 25. November Hausdurchsuchungen bei verdächtigen Darmstädter Nationalsozialisten, die unter anderem eine Durchschrift des Briefs zutage brachten, mit dem Best die Dokumente an die Parteileitung nach München geschickt hatte. Damit war die Echtheit des Materials bestätigt, und Leuschner gab es an die Presse weiter, was ihm den lebenslangen Hass der Nationalsozialisten eintragen sollte.
Kurz nach der Machtergreifung wurde Schäfer in der Nacht zum 17. Juli 1933 im Frankfurter Stadtwald durch vier Revolverschüsse ermordet. Dass Best der Auftraggeber war, lag nahe, doch wurde er im Juli 1950 aus Mangel an Beweisen freigesprochen.

## Reaktionen

### Presse
In der demokratischen Öffentlichkeit und bei den Kommunisten rief das Bekanntwerden der Dokumente einen Sturm der Entrüstung hervor. Von den kommunistischen Zeitungen bis hin zur Parteipresse der konservativen Bayerischen Volkspartei wurde gefordert, den Verfasser wegen Hochverrats vor das Reichsgericht zu stellen, da er kaum verhohlen den Umsturz der bestehenden staatlichen Ordnung vorbereitet habe. Der sozialdemokratische Vorwärts kommentierte am 26. November 1931 unter der Überschrift „Die Blutpläne von Hessen“:

„Regieren heißt für diese Leute, andere erschießen zu lassen. Ihre Phantasie ist ausgefüllt mit Hinrichtungsszenen, Lust an Macht ist für sie gleichbedeutend mit Lust an Mord.“

Der Herausgeber der linksdemokratischen Weltbühne, Carl von Ossietzky, bezeichnete die Pläne als „Henkersphantasie eines hessischen Gerichtsassessors“, mit der „die Straße der Hooligan- und Halsabschneiderarmee der SA-Kommandeure ausgeliefert [würde], die jede Opposition als ’Kommune’ blutig unterdrücken“ wolle.

### Ausland
Auch das Ausland wurde aufmerksam. Der britische Geschäftsträger in Berlin, Sir Basil Newton, meldete ans Foreign Office nach London, dass die NS-Bewegung offenkundig eine gefährliche revolutionäre Umgestaltung plane. Der französische Botschafter André François-Poncet verband zwar mit dem Skandal, den die Veröffentlichung der Dokumente verursacht hatte, anfänglich die Hoffnung, dass die gefährliche Zähmungspolitik nun beendet würde, zweifelte aber bald an dieser Aussicht. Am 3. Dezember fasste er die Lage für Außenminister Aristide Briand zusammen:

„Die Boxheimer Affäre hat die Dinge in Deutschland verkompliziert, verschlimmert, verschärft und ein Element mehr zur allgemeinen Ratlosigkeit und Angst beigetragen.“

Bereits am 26. November 1931 hatte er befürchtet, es lohne nun nicht mehr, Brüning durch Entgegenkommen in der Reparations- und der Abrüstungsfrage zu stützen, da ihn Hindenburg bei nächster Gelegenheit durch einen Mann der Rechten ersetzen werde.

### Reichsregierung
Dennoch sah die Reichsregierung den Fall weniger dramatisch. Einen Tag nach Veröffentlichung der Dokumente verharmloste Oberreichsanwalt Karl Werner in einem Interview mit der Telegraphen-Union (einer Presseagentur, die dem DNVP-Vorsitzenden Alfred Hugenberg gehörte) die Boxheimer Dokumente: Die in ihnen beschriebenen Gewaltmaßnahmen richteten sich ja gar nicht gegen die gegenwärtige Regierung, sondern gegen mögliche kommunistische Aufständische. Er betonte, er habe die Hausdurchsuchung nicht veranlasst. Brüning berichtet in seinen Memoiren, er habe Werner eigens angewiesen, die Sache niedriger zu hängen. Zu einem Verbot der NSDAP kam es nicht.
Auch im Reichsjustizministerium war man der Ansicht, dass mit den Dokumenten der Straftatbestand des Hochverrats nicht erfüllt sei, denn er setze „beim Täter den Vorsatz gewaltsam die Regierung zu stürzen“ voraus, und eben nicht bloß kommunistische Putschisten. Die Dokumente störten nämlich empfindlich die Koalitionsverhandlungen, die der hessische Zentrumsvorsitzende Friedrich August Bockius ausgerechnet mit Best führte, dem führenden hessischen Nationalsozialisten. Die Gespräche scheiterten denn auch: Am 10. Dezember 1931 lehnte das Zentrum eine Regierungsbildung mit den Nationalsozialisten ab, die Regierung Adelung blieb bis 1933 geschäftsführend im Amt.
Außerdem drohte Brünings eigene Regierung durch die Dokumente in Gefahr zu geraten. Denn sofort nach Bekanntwerden der Dokumente verlangte die KPD die Einberufung des Reichstags. Sie sah in dem Skandal eine Gelegenheit, die Dritte Verordnung des Reichspräsidenten zur Sicherung von Wirtschaft und Finanzen und zur Bekämpfung politischer Ausschreitungen vom 6. Oktober 1931 aufheben zu lassen, mit der die Regierung Brüning Gehälter und Renten gesenkt hatte. Im Ältestenrat stimmte am 26. November aber nur die DNVP für den kommunistischen Antrag, den NSDAP-Abgeordneten war die Sache anscheinend so peinlich, dass sie nicht erschienen waren.

### NSDAP
Für die NSDAP war die Angelegenheit besonders unangenehm, da ihr Legalitätskurs durch die Veröffentlichung der Boxheimer Dokumente Lügen gestraft wurde. Zunächst behauptete die Parteipresse, die Dokumente seien Fälschungen. Hermann Göring beeilte sich am 27. November 1931, in Hitlers Auftrag gegenüber Groener zu beteuern, die Parteiführung habe mit Bests Plänen „nicht das geringste zu tun“ und stehe „nach wie vor auf ihrem oft genug zum Ausdruck gebrachten und beschworenen Kurs strengster Legalität“. Hitler verhielt sich privat Best gegenüber zwar freundlich und nannte ihn scherzhaft einen „Unglücksraben“, distanzierte sich aber öffentlich in einem Interview mit der Auslandspresse am 4. Dezember von den Dokumenten, die er als bloße Privatarbeit bezeichnete. Mit Blick auf die im nächsten Frühjahr anstehende Wahl des Reichspräsidenten erklärte er:

„Eine Partei, die mit 15 Millionen rechnen könne, habe es gar nicht erst nötig, einen illegalen Schritt zu unternehmen.“

Alle Parteifunktionäre, die sich an Beratungen im Boxheimer Hof beteiligt hatten, wurden kurzfristig suspendiert und gegen sie eine parteiinterne Untersuchung unter Leitung von Hans Frank angestrengt, die ergebnislos verlief. Am 9. Dezember hielt es Hitler für notwendig, jedwede Besprechung über Möglichkeiten und Formen einer nationalsozialistischen Machtergreifung bei Strafe des Parteiausschlusses zu verbieten.

## Strafverfolgung

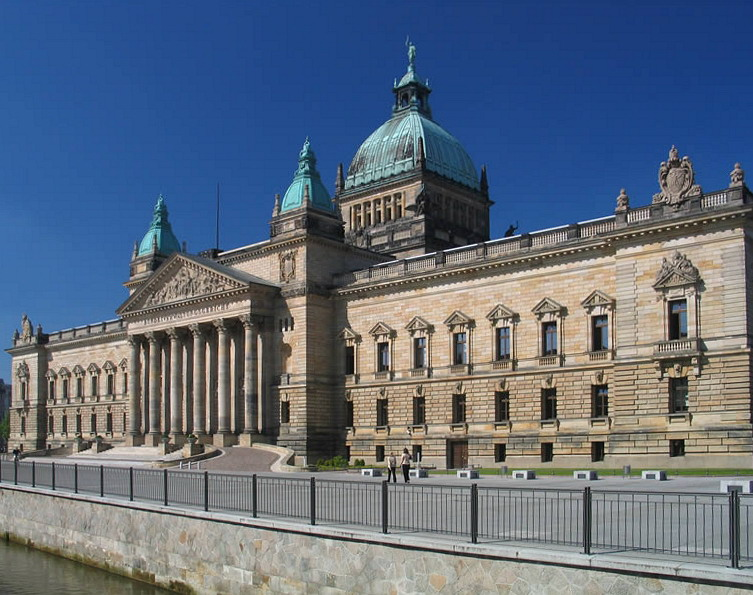
Das Reichsgerichtsgebäude in Leipzig

Best selbst wurde vom Staatsdienst suspendiert, am 30. November wurde ein Strafverfahren gegen ihn wegen Hochverrats eröffnet. Leuschner drängte vergebens darauf, die Öffentlichkeit zu den Verhandlungen zuzulassen, da er sich von dem Prozess eine allgemeine Aufklärung über die staatsfeindlichen Ziele der NSDAP erhoffte. Am 12. Oktober 1932 wurde Best vom Reichsgericht in nicht-öffentlicher Sitzung aus Mangel an Beweisen freigesprochen, da die Richter es nicht als erwiesen ansahen, dass mit den Dokumenten ein Plan für einen Umsturz der staatlichen Ordnung vorlag. Best hatte vor Gericht stets betont, dass die Nationalsozialisten erst im Fall eines kommunistischen Aufstands losschlagen würden.
Dass Best nach der Machtübernahme der NSDAP die verfassungsmäßige Ordnung einschließlich sämtlicher Grundrechte außer Kraft setzen wollte, spielte bei der Entscheidung des Gerichts und bei der staatlichen Reaktion auf die Boxheimer Dokumente offensichtlich keine Rolle.

## Bedeutung
Die Boxheimer Dokumente waren keine Blaupause für die tatsächliche Machtübernahme der Nationalsozialisten, die unter gänzlich anderen Umständen ablief als den von Best skizzierten. Karl Dietrich Bracher sieht in seiner 1955 erstmals erschienenen Studie über das Ende der Weimarer Republik in Bests Entwürfen dennoch einen wichtigen Beleg für den „radikal totalitären Kurs“ untergeordneter nationalsozialistischer Funktionäre, die die opportunistischen Legalitäts-Bekundungen der obersten Parteiführung desavouierte.
Erich Eyck hält in seiner 1959 erschienenen Gesamtdarstellung der Weimarer Republik die Boxheimer Dokumente klar für eine Vorbereitung zum Hochverrat und bezeichnet Bests Argumentation vor Gericht, Gewalt solle ja allenfalls gegen aufständische Kommunisten angewandt werden, als einen „längst abgenutzten Trick …, den selbst die politischen ABC-Schützen schon an den Schuhsohlen abgelaufen hatten“.
Für Heinrich August Winkler liegt die Bedeutung der Dokumente nicht in der nationalsozialistischen Programmatik oder Strategie, sondern in der Reaktion der bürgerlichen Eliten auf sie. Er vergleicht die „Lässigkeit“, die Reichsregierung und Reichsanwaltschaft gegenüber den nationalsozialistischen Plänen an den Tag legte, mit ihrem Eifer bei der Verfolgung linker Kritiker etwa im zeitgleich stattfindenden Weltbühnenprozess und kommt zu dem Schluss:

„Die Vorgänge um die Boxheimer Dokumente zeigten, in welchem Maß sich Teile von Justiz und hoher Bürokratie schon lange vor Hitlers ‚Machtergreifung‘ auf den schließlichen Sieg des Nationalsozialismus eingestellt hatten.“

Der Historiker Gerhard Schulz tut Bests Entwurf als „ein verworrenes Dokument, das allenfalls als Utopie einer totalen Zwangsordnung mit geringen Residualrechten der Bevölkerung greifbare Gedanken aufwies“, ab. Christian Striefler folgt in seiner bei Ernst Nolte entstandenen Dissertation dagegen Bests Argumentation vor Gericht und hält die Dokumente für eine bloße „präventive Überlegung für das Verhalten nach einem geglückten kommunistischen Aufstand“, durch den viele Nationalsozialisten „schneller zum Ziel“ zu kommen glaubten.
Bests Biograph Ulrich Herbert meint dagegen, das in den Dokumenten ausgemalte Szenario eines Linksputsches sei lediglich vorgeschoben. Es „verlieh vielmehr den Gewaltphantasien der Rechten ein legalistisches Gewand, in dem es die Rechtsdiktatur zur defensiven Notstandsmaßnahme stilisierte und so radikales, brutales Handeln und die Wahrung der ‚rechtlichen Formen‘ miteinander verband“.